# Albert Alberts
Albert (Bert) Alberts (Haarlem, 23 augustus 1911 – Amsterdam, 16 december 1995) was een Nederlands schrijver, vertaler en journalist. Zijn auteursnaam was A. Alberts.

## Biografie
Hij studeerde indologie aan de Rijksuniversiteit Utrecht en was lid van studentenvereniging Unitas. Daar vormde hij een vriendenkring met Anton Koolhaas en Leo Vroman. Hij promoveerde in 1939 tot doctor in de letteren en wijsbegeerte op het proefschrift Baud en Thorbecke 1847-1851, dat over de strijd tussen de politici Baud en Thorbecke handelt. Daarna verbleef hij tot 1946 als bestuursambtenaar in Nederlands-Indië. Tijdens zijn internering door de Japanners kwam hij in contact met de schrijver Han Friedericy. Na zijn terugkeer naar Nederland werkte hij korte tijd op het Ministerie van Overzeese Gebiedsdelen met Friedericy als directe chef. Vervolgens was hij tot 1953 directiesecretaris van het Kinabureau voor de handel in kinineproducten in Amsterdam. Met een onderbreking van begin 1959 tot begin 1960, waarin hij als contactambtenaar voor Azië en Afrika bij de Stichting voor Culturele Samenwerking (Sticusa) werkte, was Alberts van 1953 tot 1965 politiek redacteur van De Groene Amsterdammer. Zijn laatste werkgever was het Ministerie van Buitenlandse Zaken. In 1976 ging hij met pensioen.
Alberts publiceerde zijn eerste verhalen in het literaire tijdschrift Libertinage. Hij debuteerde in 1952 met de verhalenbundel De eilanden. Een jaar later volgde de korte roman De bomen. Hij publiceerde verder onder meer De Vergaderzaal, De honden jagen niet meer, De Utrechtse herinneringen van A. Alberts en De vrouw met de parasol.
Van zijn hand verscheen ook een vertaling van La Religieuse van Diderot (De non, 1968, Kruseman)
In 1992 schreef hij het Boekenweekessay Twee jaargetijden minder. Zijn Verzameld Werk verscheen in 2005.

## Prijzen
- 1953 - Prozaprijs van de gemeente Amsterdam voor Groen
- 1973 - Marianne Philipsprijs voor zijn gehele oeuvre
- 1975 - Constantijn Huygens-prijs voor zijn gehele oeuvre
- 1994 - Zilveren eremedaille van de Universiteit Utrecht voor zijn verdiensten voor de Nederlandse letterkunde
- 1995 - P.C. Hooft-prijs voor zijn gehele oeuvre